# Grevená
Grevená (en grec moderne : Γρεβενά) est une ville en Grèce du Nord. Elle est la capitale du dème et du district régional de Grevená, au sein de la périphérie de Macédoine-Occidentale. Selon le recensement de 2011, la population de la ville de Grevená s'élève à 13 137 habitants, tandis que celle du dème compte 17 710 habitants.

## Géographie
Grevená est située dans une région de moyenne montagne à une altitude de 530 m. Elle est arrosée par la rivière Greveniótikos, affluent de l'Aliakmon. La ville est desservie par l'autoroute grecque A2 (Egnatía Odós), qui traverse la Grèce du Nord, de la mer Adriatique à la frontière turque.
La région de Grevená se trouve dans une zone sensible aux secousses sismiques. Elle a subi le 13 mai 1995 un tremblement de terre d'une intensité de 6,6 sur l'échelle de Richter, mais il n'a causé que des dommages matériels. D'autres tremblements de terre d'une intensité moindre ont eu lieu en 2005 et 2007.

## Personnalités liées à la commune
- Evangelía Chantáva, joueuse de volley-ball née à Grevená en 1990.
- Miltiádis Tedóglou, athlète spécialiste du saut en hauteur, grandit à Grevená.